# People Mover (Venetië)
De People Mover (Italiaans: People Mover di Venezia, Venetiaans: People Mover de Venesia) is een automatische monorail in de vorm van een people mover in de Italiaanse stad Venetië. De lijn verbindt het Piazzale Roma met het kunstmatige eiland Tronchetto waar grote parkeerterreinen voor bezoekers van Venetië gelegen zijn. Tussen de twee haltes ligt de halte Marittima, die toegang verschaft tot de cruiseschipterminals. 
De twee voertuigen worden getrokken door een kabel, vergelijkbaar met een kabelspoorweg. Het 853 meter lange traject duurt twee minuten. De prijs bedroeg anno 2016 €1,50 per persoon. 
Het transportsysteem reed voor het eerst op 19 april 2010. De voertuigen werden geproduceerd door Doppelmayr-Garaventa. 

## Afbeeldingen

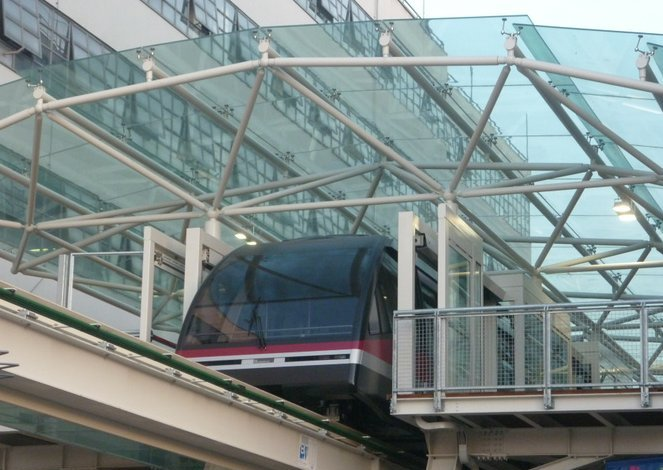
People Mover op Piazzale Roma
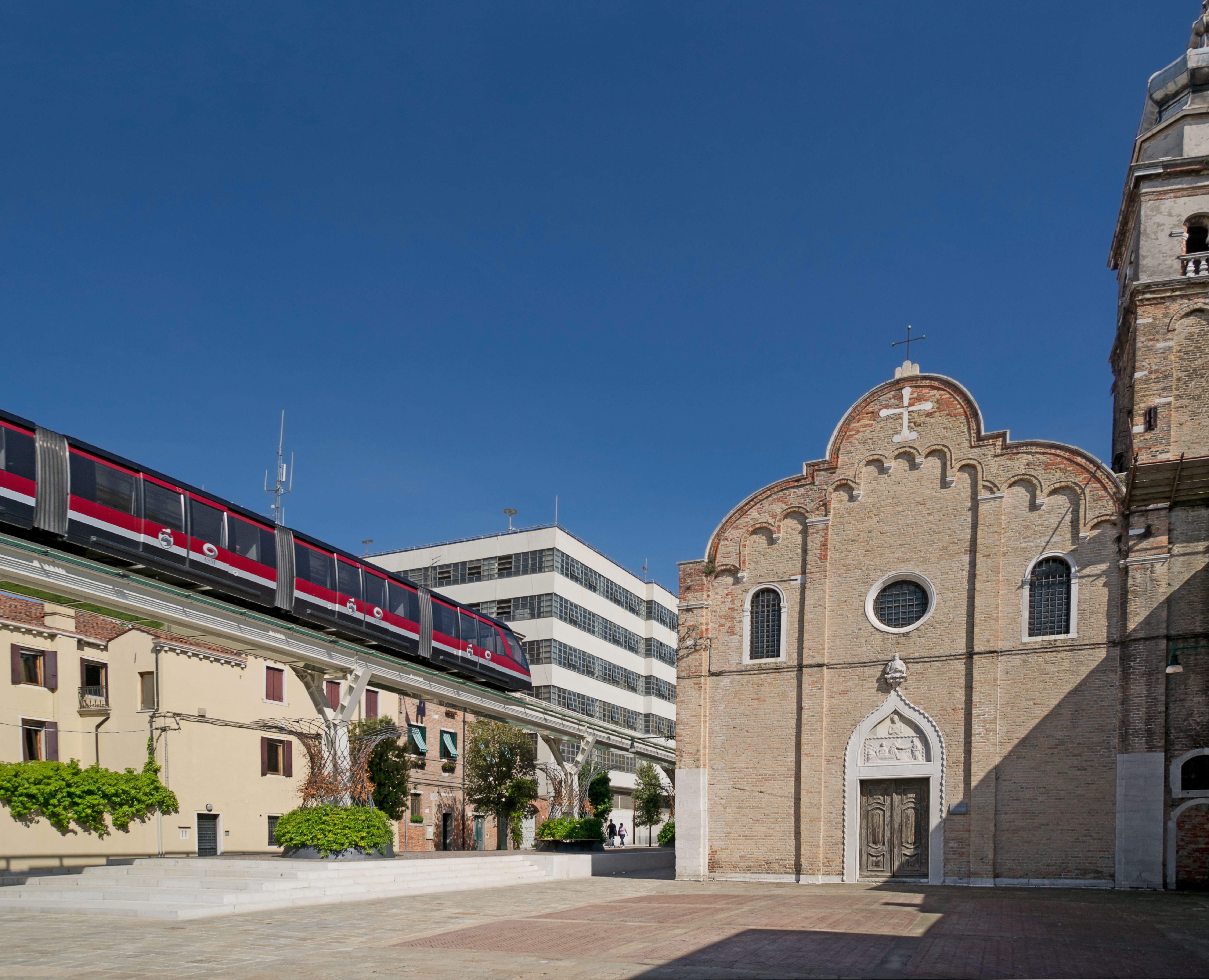
De People Mover en de Sant'Andrea della Zirada-kerk
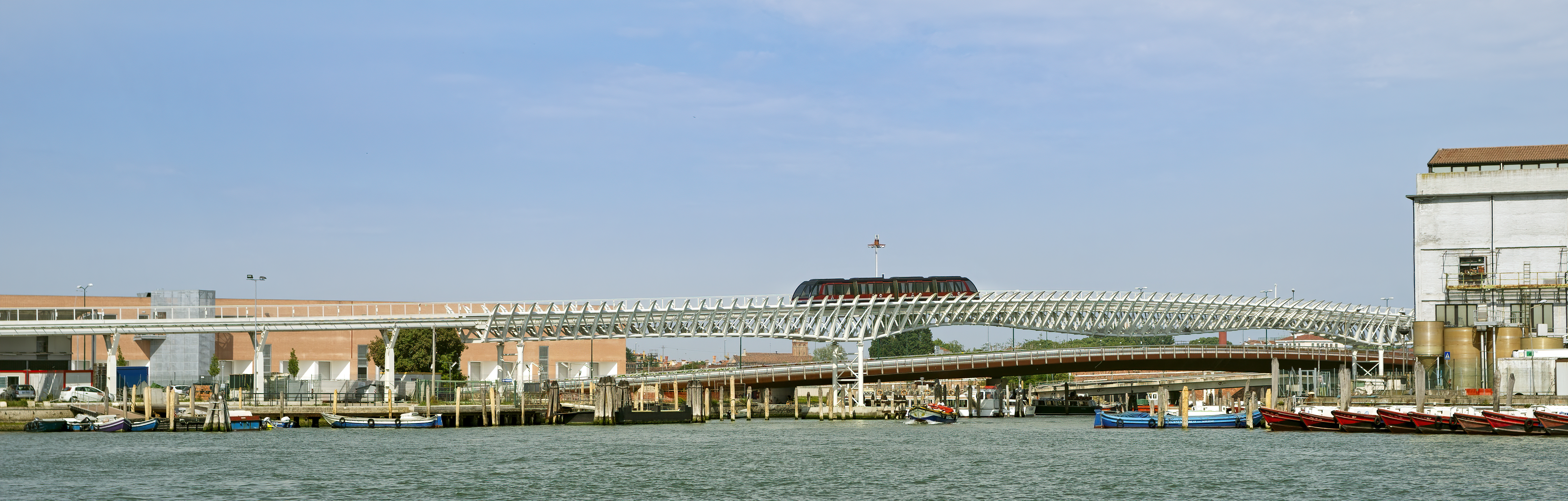
Tronchetto-brug
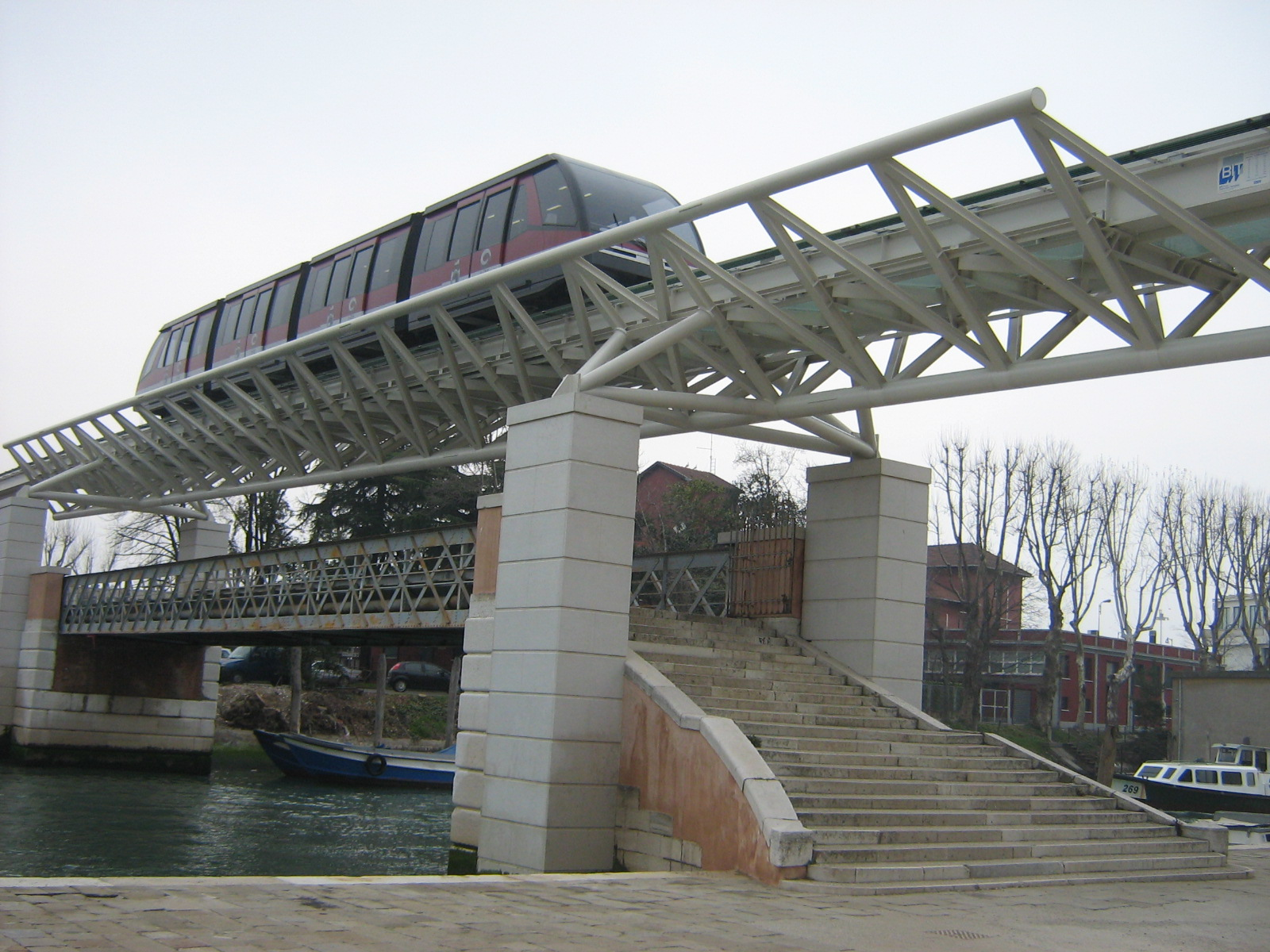
De People Mover boven het Santa Chiara kanaal
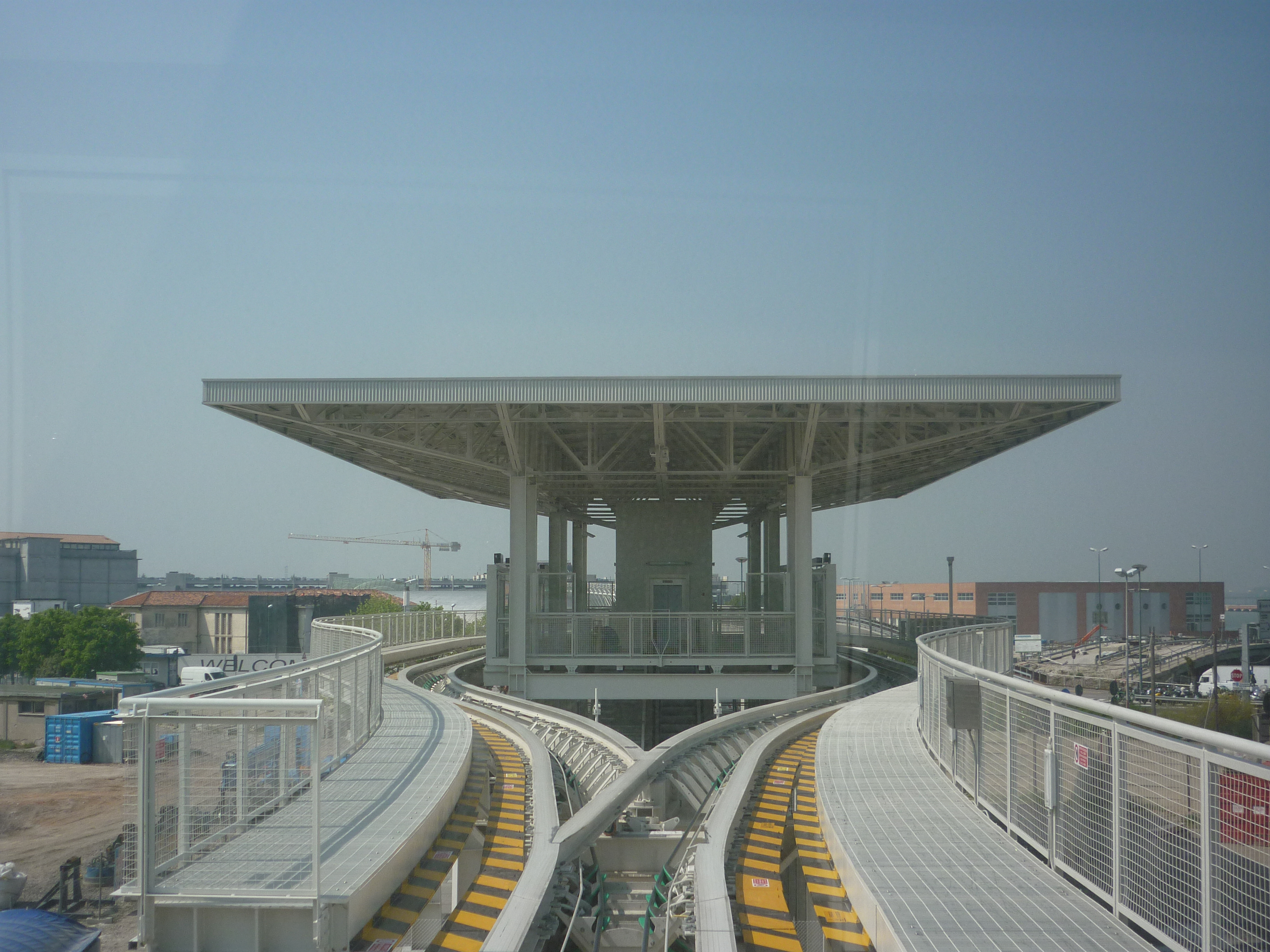
Station Marittima
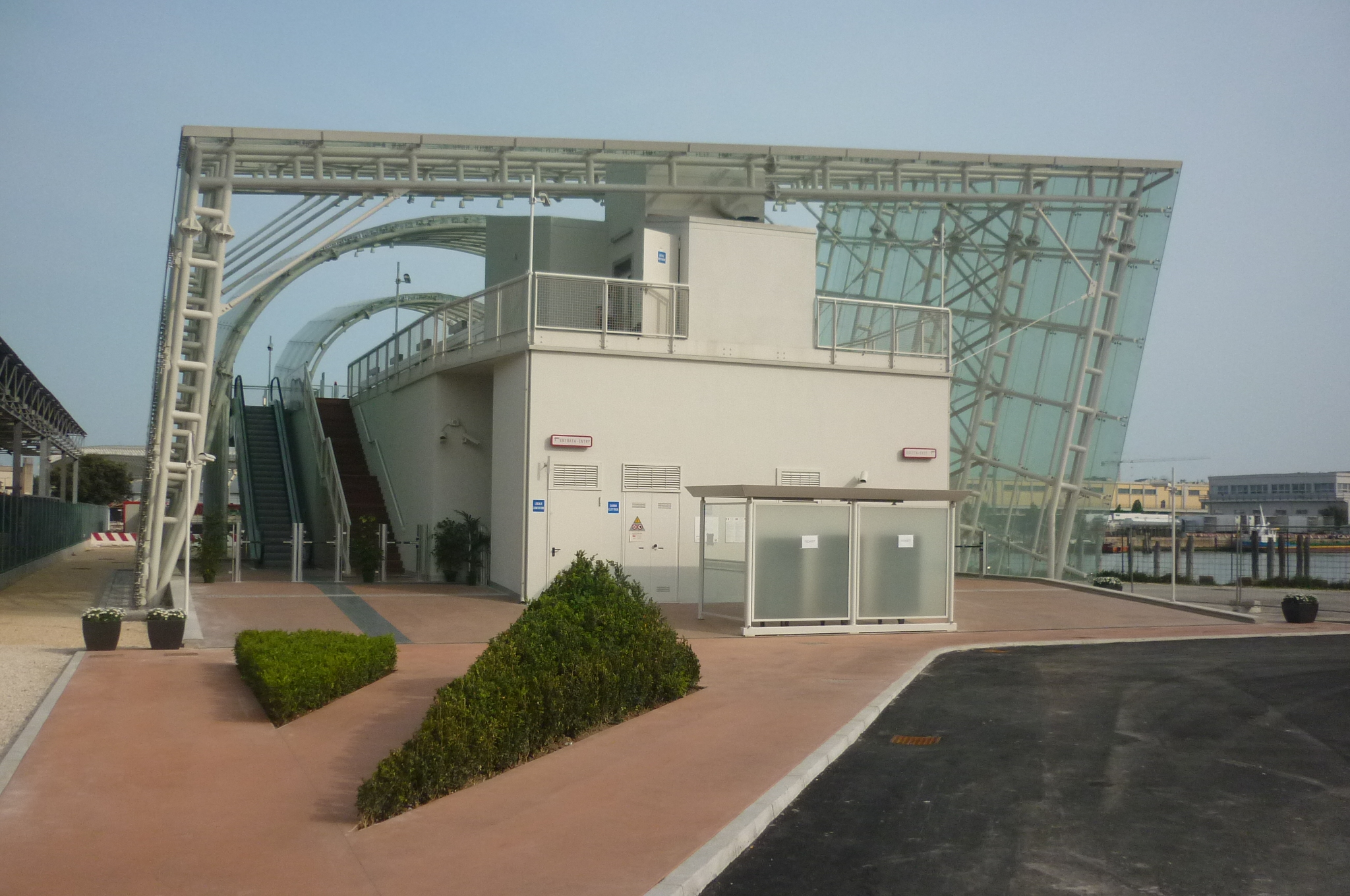
Eindpunt op Tronchetto
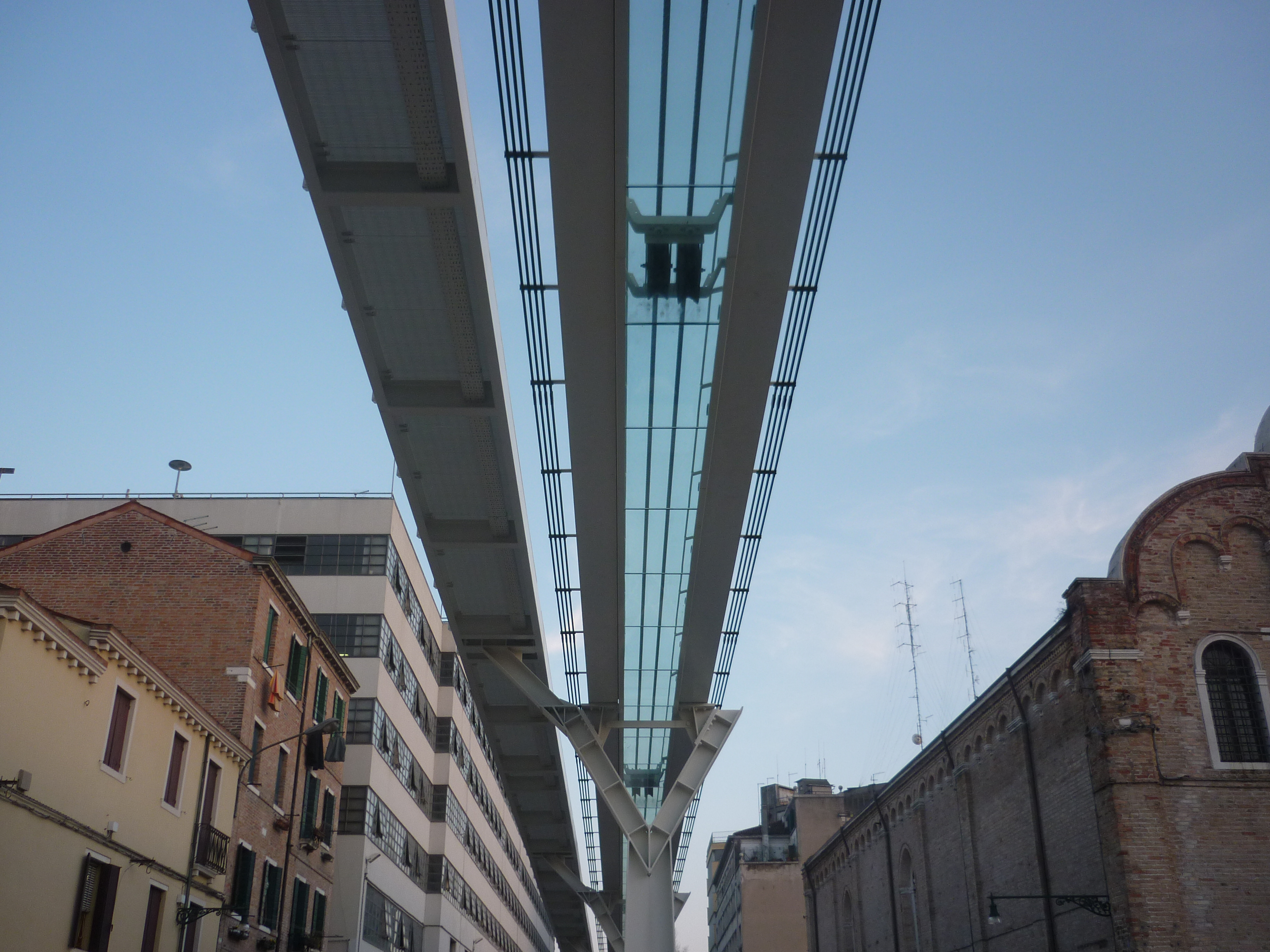
De lijn gezien van onderen